# 石井まみ
石井 まみ（いしい まみ、6月13日 - ）は、日本の女性声優。千葉県出身。大沢事務所所属。

## 来歴
旧芸名は石井 麻美（いしい あさみ）。
以前はアミュレート、オフィスPACに所属していた。2025年3月1日から大沢事務所所属。

## 人物
特技はゆるいイラストを描く。
趣味は怪談を聞く、歌うこと、セルフネイル。

## 出演

### テレビアニメ
2017年
- ガヴリールドロップアウト（客）

2019年
- スタンドマイヒーローズ PIECE OF TRUTH（使用人）
- パズドラ（観客B）

2020年
- 異常生物見聞録（赤魔女、工員C）

2022年
- 永久少年 Eternal Boys

2024年
- ばいばい、アース（神官）

2025年
- 魔法使いの約束（猫ばあさん）

### 劇場アニメ
- クラメルカガリ（2024年）

### ゲーム
2016年
- フィリスのアトリエ 〜不思議な旅の錬金術士〜

2017年
- CHAOS;CHILD らぶchu☆chu!!

2018年
- 片恋いコントラスト ―way of parting―
- Tlicolity Eyes
- マチガイブレイカー（アルフー、スリングショット）
- メモリーズオフ -Innocent Fille-（志摩 寿奈桜の母）
- 勇者ネプテューヌ 世界よ宇宙よ刮目せよ!! アルティメットRPG宣言!!

2019年
- セブンナイツ（ミュウミュウ）
- 蛇香のライラ 〜Allure of MUSK〜
- TERA ORIGIN
- HOUNDS
- ROBOTICS;NOTES DaSH

2020年
- 幻想マネージュ（アリス）
- デスティニーチャイルド（エコー）
- ソードアート・オンライン アリシゼーション リコリス

2021年
- ガーディアンテイルズ（リーダー）

### ドラマCD
- 和奇伝愛 〜六ノ巻 巫〜（2016年）
- 少年王女（2017年、ユーリ、幼少のギィ）

### 吹き替え

#### 映画
- アド・アストラ（ターニャ・ピンカス〈ナターシャ・リオン〉）
- ガーディアンズ・オブ・ギャラクシー:VOLUME 3
- カールの絵画教室
- デ・ヴィル家への招待状
- ナポレオン ディレクターズ・カット（テレーズ・カバリュス〈リュディヴィーヌ・サニエ〉）
- ペイン・ハスラーズ（ケイト）
- ロンリー・プラネット

#### ドラマ
- アバター 伝説の少年アン
- 愛しのボンベイ
- エコー
- NCIS: ハワイ シーズン2（トレイシー・メドウズ）
- コンステレーション（フリーダ）
- ザ・チョーズン（タマル）
- THE HEAD シーズン2
- ザ・ルーキー 40歳の新米ポリス!? シーズン5（メイシー）
- 真相 - Truth Be Told（シャリース・スパイビー）
- 超サイテーなスージーの日常 シーズン2
- デッドボーイ探偵社（パリス巡査）
- ニュー・アムステルダム 医師たちのカルテ シーズン4（ジゼル）
- NYガールズ・ダイアリー5 大胆不敵な私たち ザ・ファイナル（ズリ）
- THE 100/ハンドレッド シーズン6（シモーヌ6世）
- ビューティ・イン・ブラック
- ブラザーズ・サン
- THE FLASH/フラッシュ シーズン5（ヴィッキー）
- マインドハンター シーズン2（ハリエット）
- モナーク: レガシー・オブ・モンスターズ（メグ）
- Your Honor/追い詰められた判事（クラリス）
- THE LAST OF US
- レジェンド・オブ・トゥモロー（カサンドラ・オースティン）
- ロード・オブ・ザ・リング:力の指輪 シーズン2
- ONE PIECE

#### テレビ番組
- 未解決ミステリー（サミア・コナー）

#### アニメ
- ウォーリーをさがせ!（審査員長）
- チップとポテト（ロクシー、キャリー）

### Webラジオ
- 禁尻オリジナルドラマ企画「トゥッティ!フルッティ!!」

### 舞台
- Livure12　第二回公演「Deux visages〜二つの顔〜」（ルイーズ）